# Characidium bimaculatum
Characidium bimaculatum är en fiskart som beskrevs av Fowler, 1941. Characidium bimaculatum ingår i släktet Characidium och familjen Crenuchidae. Inga underarter finns listade i Catalogue of Life.